# سلما (کالیفرنیا)
سلما (به انگلیسی: Selma) شهری در شهرستان فرسنو ایالت کالیفرنیا است که در سرشماری سال ۲۰۱۰ میلادی، ۲۳۲۱۹ نفر جمعیت داشته است.